# Ботуня (река)
Ботуня е река в Северозападна България, област Монтана – общини Вършец и Бойчиновци и област Враца – община Криводол, десен приток на река Огоста. Дължината ѝ е 68,9 km, която ѝ отрежда 54-то място сред реките на България. Река Ботуня е вторият по големина приток на Огоста след река Скът.

## Географска характеристика

### Извор, течение, устие
Река Ботуня извира източно от връх Тодорини кукли (1785 m, най-високата точка на планината Козница) на около 1550 m н.в. под името Стара река. До град Вършец тече в дълбока залесена долина, след което пресича Вършецката котловина в североизточно направление. При село Долно Озирово приема отдясно водите на Озировска река, завива на север, след село Стояново образува широка долина заета от обработваеми земи и навлиза в Област Враца. В този участък посоката ѝ е североизточна, а след устието на най-големия ѝ приток река Въртешница (Лева река, десен приток) завива на северозапад и долината ѝ става асиметрична. отново се завръща на територията на област Монтана и на 1 km североизточно от град Бойчиновци се влива отдясно в река Огоста на 100 m н.в.

### Водосборен басейн, речен отток, притоци
Площта на водосборния басейн на реката е 732 km2, което представлява 23,2% от водосборния басейн на река Огоста. Средният многогодишен отток при село Стояново е 3,9 m3/s, като максимумът е през април, а минимумът – август.
Списък на притоците на река Ботуня: → ляв приток ← десен приток:
- → Малка Стара река
- → Драгиева река
- ← Ролкова река
- ← Крушецка бара
- ← Просенишка бара
- → Ладровица
- ← Заноженска бара
- ← Орлощица
- ← Барбаращица
- ← Бащица
- ← Шолдирица
- → Патевица
- ← Бела река
- ← Черна река
- ← Гувнуша
- → Свидня
- ← Мътница
- ← Въртешница (Лева река) 38 km / 292 km2

- ← Дъбник

## Селища
По течението ѝ са разположени 2 града и 10 села:
- Област Монтана

- Община Вършец – град Вършец, Долно Озирово и Стояново;
- Община Бойчиновци – Палилула, Охрид;

- Област Враца

- Община Криводол – Ботуня, Главаци, Краводер, Пудрия, Големо Бабино, град Криводол, Ракево и Добруша.

## Стопанско значение
Водите на Ботуня се използват главно за напояване.
В горното течение на реката, покрай левият ѝ бряг, на протежение от 6,5 km преминава Републикански път III-162 от Държавната пътна мрежа Лакатник – Стояново – Бели извор и 3,4 km от Републикански път III-812 Берковица – Вършец.
В участъка от град Криводол до град Бойчиновци, покрай левия бряг на реката, на протежение от 18,9 km е прокаран Републикански път III-101 от Държавната пътна мрежа Враца – Бойчиновци – Гложене.
След язовир „Сопово" (северно от село Стояново) в коритото на реката се наблюдават интересни каменни блокове, които водата на Ботуня в продължение на хилядолетия е изваяла в причудливи форми.
Със своите красива и с чисти води, тя е интересна туристическа дестинация в района на курорта Вършец. Представлява и интерес за риболов, като в нея се срещат се доста видове риба: клен, бяла/черна мряна, скобар/уклей (беловар), кротушка на някои места и средни каракуди. Среща се и балканската пъстърва, но тя е предимно в началото на реката – в района на квартал „Заножене" и нагоре по течението.

## Други
На Ботуня е наречена улица „Батуня“ в квартал „Сухата река“ в София (Карта).

## Топографска карта
- Лист от карта K-34-23. Мащаб: 1 : 100 000.
- Лист от карта K-34-35. Мащаб: 1 : 100 000.